# SWiSH Max
SWiSH Max es un programa de computador que utiliza tecnología Adobe Flash para crear una presentación multiplataforma. Este fue desarrollado y distribuido hasta octubre de 2016 por Swishzone.com Pty Ltd, ubicado en Sídney, Australia.

## Situación actual de disponibilidad de la aplicación
Desde octubre de 2016, Swishzone.com Pty Ltd, dio aviso a través de su sitio web el cierre del mismo, y a su vez la descontinuación del soporte relaciónado a la aplicación así como las páginas relacionadas con la misma como blogs, correos electrónicos, foros, etc. Ya no estarán disponibles ninguna de sus aplicaciones ni versiones, sin embargo, existe la posibilidad de descargar desde esa misma página un archivo que contiene un generador de claves de registro para seguir utilizando la aplicación, siempre y cuando se cuente con los archivos de instalación originales de alguna de las versiones de Swish Max soportadas.
Aunque inicialmente el programa se desarrolló como una alternativa de fácil manejo a Adobe Flash, con el tiempo evolucionó de tal forma que se convirtió en un serio competidor para la herramienta de Adobe.

## Funciones generales de la aplicación
El programa incorpora una interfaz visual en la que no es necesario escribir código. Tiene más de doscientos efectos integrados que se pueden combinar entre sí y con los que animar texto, imágenes, gráficos, etc. Incluye herramientas de dibujo, formas geométricas prediseñadas y que permite exportar creaciones a SWF, EXE y AVI.